# Härasjön, Blekinge
Härasjön är en sjö i Karlskrona kommun i Blekinge och ingår i Lyckebyåns huvudavrinningsområde. Sjön har en area på 0,0632 kvadratkilometer och ligger 60,1 meter över havet.

## Delavrinningsområde
Härasjön ingår i det delavrinningsområde (623346-149256) som SMHI kallar för Vid mätstation Mariefors. Medelhöjden är 62 meter över havet och ytan är 15,87 kvadratkilometer. Räknas de 49 avrinningsområdena uppströms in blir den ackumulerade arean 801,02 kvadratkilometer. Avrinningsområdets utflöde Lyckebyån mynnar i havet. Avrinningsområdet består mestadels av skog (74 procent) och öppen mark (13 procent). Avrinningsområdet har 0,18 kvadratkilometer vattenytor vilket ger det en sjöprocent på 1,2 procent.